# Holothyridae
Famille
Les Holothyridae sont une famille d'acariens de l'ordre des Holothyrida. Elle comporte dix genres et une vingtaine d'espèces.

## Distribution
Les Holothyridae se rencontrent en Océanie, au Sri Lanka et en Afrique de l'Est insulaire.

## Liste des genres
Selon GBIF (21 juillet 2023) :
- Acaricesa Koçak & Kemal, 2008
- Dicrogonatus Gerlach, Lehtinen & Madl, 2010
- Hammenius Lehtinen, 1981
- Haplothyrus Lehtinen, 1995
- Holothyrus Gervais, 1842
- Indothyrus Lehtinen, 1995
- Leiothyrus Van der Hammen, 1983
- Lindothyrus Lehtinen, 1995
- Michaelothyrus Gerlach, Lehtinen & Madl, 2010
- Sternothyrus Lehtinen, 1995

## Publication originale
- (it) Thorell, « Descrizione di alcuni Aracnidi inferiori dell' Arcipelago Malese », Annali del Museo Civico di Storia Naturale di Genova, vol. 18,‎ 1882, p. 21-69.